# 陈贤妃 (宋真宗)
陈贤妃（10世纪—996年），宋真宗赵恒少年时的姬妾。
陈氏初为王府司衣（女官名），後被仍未登基的赵恒寵幸，至道二年卒于太子府，葬沙台寺。咸平三年十月，改葬普安院，追赠美人。大中祥符八年正月赠昭仪，干兴元年四月赠顺容，明道二年十二月赠淑容，又赠太仪。庆历四年九月，赠贤妃。 